# Administración de la producción
La administración de la producción (también, administración de operaciones) es la administración de los recursos productivos de la organización. Esta área se encarga de la planificación, organización, dirección, control y mejora de los sistemas que producen bienes y servicios. La administración de las operaciones es un área de estudio o una subciencia de la administración.

## Desarrollo histórico
Al remontarnos al pasado de la Administración de la Producción u Operaciones podemos darnos cuenta de que existen muy pocos antecedentes sobre este tema. Algunos escritores remontan el desarrollo de la administración a lo que ellos llaman “crear un cliente”, como es el caso de Drucker.
Drucker sostiene que para conocer la naturaleza de la empresa hay que partir de su propósito, el cual es “crear un cliente”. Los mercados son creación de los empresarios, cuya acción convierte el requerimiento potencial de los hombres en demanda efectiva.  

### El cliente
El cliente es quien determina la naturaleza de la empresa, qué producirá y cómo prosperará. Lo que el cliente compra no es nunca un producto sino una utilidad, lo que ese producto o servicio le aporta.
El cliente es el crecimiento de toda empresa y la clave de su perduración. Es con el fin de atender los requerimientos de los clientes que la sociedad confía a la empresa el uso de recursos creadores de riqueza.
El propósito esencial de toda empresa es crear un cliente; la empresa tiene solamente cuatro funciones básicas: la comercialización, la innovación, la productividad y la ganancia, que son las funciones que producen resultados: todo el resto de las actividades son “costos”.

### Comercialización
Comercialización es un conjunto de actividades relacionadas entre sí para cumplir los objetivos de determinada empresa. El objetivo principal es hacer llegar los bienes y/o los servicios desde el productor hasta el consumidor, es una función cuya responsabilidad incumbe a todos los integrantes de la empresa, no a un departamento o sector especializado puede ser que hayamos visto que producir es un requisito  que siempre  debemos de tener presente  tener nuestra  meta y crear nuestra propia empresa.

### Innovación
Innovación es el proceso que abarca desde la generación de ideas, pasando por la prueba de viabilidad hasta la comercialización del producto o servicio. Las ideas pueden referirse a desarrollar o mejorar un nuevo producto, servicio o proceso, mejoras continuas de sus productos y procesos, reducción de los costos, creación de servicios diferentes que ofrezcan un nuevo potencial de satisfacción. La innovación puede darse en muchos campos: tecnológico, económico, social.

### Productividad
Productividad es la relación entre la producción obtenida por un sistema productivo y los recursos utilizados para obtener dicha producción. Por eso podemos definirla como el empleo óptimo, con el mínimo posible de problemas, de todos los factores de la producción, para obtener la mayor cantidad de producto de esos insumos, en las cantidades planificadas, con la calidad debida, en los plazos acordados.

### Ganancia
Ganancia es la retribución implícita a los factores aportados por los propietarios de la empresa, donde lo podemos obtener del valor del producto vendido, descontando el costo de insumos no equivalentes a la estadística  y la depreciación, pagos a los factores contratados, tales como salarios, intereses y arriendos. Es la única prueba efectiva del buen desempeño y es también un premio frente al riesgo de la incertidumbre. Es la fuente del capital necesario para la inversión y el crecimiento de la actividad y del empleo, y también el origen de los fondos fiscales que solventan a los servicios públicos y a la actividad estatal en general.
La producción es la transformación de unos insumos en productos, donde interviene la mano de obra; ésta puede presentarse de distintas maneras, como trabajando en el proceso de conversión o transformación de forma directa (operario, ingeniero, técnico).

## Funciones básicas de la administración de producción

### Diseño industrial o diseño/desarrollo de producto (bien o servicio)
Es la concepción, programación, proyección y producción del producto de la empresa.

### Diseño del proceso
Procesos es el diseño del sistema de producción material. Donde se toma una decisión del tipo de tecnología que se utilizará, la distribución de las instalaciones, analizan el proceso, equilibrio de las líneas, control de proceso y análisis de transporte.

### Capacidad
Capacidad es la determinación de niveles óptimos de producción de la organización —ni demasiado ni pocos—; las decisiones específicas abarcan pronósticos, planificación de instalaciones, planificación acumulada, programación, planificación de capacidad y análisis de corridas.
Sin problemas.

### Administración de la cadena de suministros
Es la determinación de las relaciones con los proveedores, y su integración en el proceso productivo de la empresa.

### Contacto con los clientes
Son todos los esfuerzos que realizan las empresas para mantener un vínculo con los clientes que deriven en la generación de pedido, son así mismo susceptibles de administrarse de forma de se influencie la demanda.

### Inventario
Inventario es la administración de niveles de materias primas, trabajo en proceso y productos terminados. Las actividades específicas incluyen ordenar, cuándo ordenar, cuánto ordenar, manejo de suministros en almacenes.

### Fuerza de trabajo
Fuerza de trabajo es la administración de empleados especializados, semiespecializados, oficinistas y administrativos. Las actividades a desempeñar las podemos resumir en diseñar puestos, medición del trabajo, capacitación a los trabajadores, normas laborales y técnicas de motivación.

### Localización y diseño de planta
Es la toma de decisiones sistemáticas sobre la localización de la planta de proceso, y el diseño interno de la misma teniendo en cuenta el producto que es responsabilidad de la empresa.

### Gestión de calidad
Se realizan una serie de actividades y funciones para el control y la gestión de las características de los productos y servicios: muestras pruebas, certificados y control de costos.[cita requerida]

### Mantenimiento
Las actividades de la producción de operaciones representan la parte más grande del activo humano y el capital dentro de una empresa; los costos básicos de fabricación se contraen mediante las operaciones, es por ello que, dentro de una empresa, la administración de operaciones tiene un gran valor como arma competitiva, como estrategia; las fortalezas o debilidades de las cinco funciones de la producción pueden significar el éxito o fracaso de una organización; este sistema está estructurado mediante un conjunto de actividades y procesos relacionados para cumplir con el objetivo de crear bienes y servicios de calidad.

## Sistemas de producción
Por sistema de producción se refiere a una serie de elementos organizados, relacionados y que interactúan entre ellos, y que van desde las máquinas, las personas, los materiales, e incluso hasta los procedimientos y el estilo de la administración.

### Producción  por proyecto o bajo pedido.
Es el utilizado por la empresa que produce solamente después de haber recibido un encargo o pedido de sus productos. Sólo después del contrato o encargo de un determinado producto, la empresa lo elabora. En primer lugar, el producto se ofrece al mercado.

### Producción por lotes
La producción por lotes se adapta tanto a trabajos personalizados como a talleres especializados, donde los empleados realizan múltiples tareas. En la producción batch, los productos se fabrican en grupos, con operaciones más especializadas y flujos entre diferentes centros de trabajo. Por otro lado, la producción en línea implica un flujo secuencial y continuo de operaciones, ideal para grandes lotes de productos homogéneos. Cada método de producción tiene sus ventajas y desventajas, dependiendo de la naturaleza del producto y la eficiencia requerida. La elección del método adecuado puede influir significativamente en la calidad, costos y tiempos de entrega de los productos.

### Producción continua.
Este sistema es el empleado por las empresas que producen un determinado producto, sin cambios, por un largo período. El ritmo de producción es acelerado y las operaciones se ejecutan sin interrupción.

### Producción en masa.
Aunque los sistemas de producción de flujo continuo pueden verse como sistemas de producción en masa, la verdad es que los sistemas de producción en masa trabajan con lotes menores.

### Producción justo a tiempo
Es aquel sistema que tiene como objetivo organizar la producción de forma que se aumente la velocidad de respuesta, se disminuyan los inventarios, se mejore la productividad, y se aumente la calidad de los bienes producidos. Para lo cual se requieren condiciones del diseño de la planta, el manejo de materiales, administración del mantenimiento, apoderamiento y entrenamiento para múltiples funciones de los empleadosy apoderamiento de los proveedores, involucrándolos en las decisiones estratégicas de desarrollo de producto.[cita requerida]

## Recursos
Los recursos que maneja son:
- Persona: es la mano de obra y los conocimientos.
- Partes: son los materiales e insumos,
- Plantas: son los edificios, instalaciones, máquinas.
- Planificación: sistema de planificación de la producción y recursos necesarios, la información para la toma de decisiones y el control de las operaciones.
- Procesos: las distintas fases del sistema productivo de la empresa u organización.
- Qué se emplea en la forma breve y continua de la empresa.

## Modelos productivos
- fordismo
- Kaizen
- mantenimiento productivo total

- mejora continua

- método justo a tiempo
- Monozukuri
- producción en cadena
- posfordismo
- taylorismo

- sistema Kanban
- toyotismo (sistema de producción Toyota)